# ルディヤード・ベイ (護衛空母)
ルディヤード・ベイ (USS Rudyerd Bay, CVE-81) は、アメリカ海軍の護衛空母。カサブランカ級航空母艦の27番艦。艦名はアラスカ州南東部ケチカンゲートウェイ郡のルディヤード湾に由来する。

## 艦歴
「ルディヤード・ベイ」は1943年10月24日にワシントン州バンクーバーのカイザー造船所で起工する。1944年1月12日にスコット・E・ペック夫人によって進水し、1944年2月25日に海軍に引き渡され、同日にC. S. スマイリー艦長の指揮下で就役した。

### 1944年
南カリフォルニア沿岸部での慣熟訓練の後、「ルディヤード・ベイ」は4月から5月にかけて、エスピリトゥサント島への航空機輸送任務に就いた。任務終了後は7月までカリフォルニア海域で更なる訓練を行い、7月20日から26日にかけては、護衛駆逐艦「オフラハティ (USS O'Flaherty, DE-340) 」とともにマジュロへの輸送任務を行った。マジュロで第77混成航空隊 (VC-77) を乗せた「ルディヤード・ベイ」は、8月8日にエニウェトク環礁に寄港し、ここで高速空母機動部隊（マーク・ミッチャー中将）の補給部隊である第30.8任務群に合流。8月31日に、第30.8任務群とともにマヌス島に到着した。
9月に入り、第3艦隊（ウィリアム・ハルゼー大将）はパラオに対する攻撃を開始。「ルディヤード・ベイ」も作戦全期間を通じて第30.8任務群を護衛した。10月には、フィリピン攻撃の後方支援を行うとともに、台湾沖航空戦で大破しウルシー環礁に後送される軽巡洋艦「ヒューストン (USS Houston, CL-81) 」を護衛した。11月以降は、再び第3艦隊と行動をともにし、12月17日に遭遇したコブラ台風にも翻弄されたが、幸い被害は無かった。

### 1945年
12月29日、「ルディヤード・ベイ」は護衛空母「ネヘンタ・ベイ (USS Nehenta Bay, CVE-74) 」とともにウルシーを出撃し、第38任務部隊（ジョン・S・マケイン・シニア中将）に随伴してルソン島の戦いの支援のために南シナ海に向かった。第38任務部隊はインドシナ半島や台湾各地に対して空襲を行い、南方から日本への交通路を事実上寸断した。第38任務部隊は1月22日にウルシーに帰投した。
「ルディヤード・ベイ」は2月10日までウルシーに停泊した後、来る硫黄島の戦いに備えてサイパン島に回航された。第51.17任務群に加わった「ルディヤード・ベイ」は、2月16日から18日にかけて硫黄島への輸送船団を小笠原諸島近海まで護衛。2月18日に第52.2任務群に移り、硫黄島東方海上で3月8日まで第77混成航空隊を出動させ、対潜哨戒と空中哨戒に任じた。3月11日にウルシーに帰投した。
ウルシーで第96混成航空隊 (VC-96) が配属された「ルディヤード・ベイ」は第52.1.2任務隊に属し、沖縄戦に備えて3月21日に出撃した。3月25日に沖縄島の南60マイルの地点に到着した「ルディヤード・ベイ」は、沖縄と慶良間諸島の日本軍拠点に対する攻撃を開始した。4月1日から8日までと17日は、第96混成航空隊は連日のように支援攻撃を行い、4月13日と14日、15日は先島諸島に対する攻撃を行った。4月17日に第50.8任務群に戻った「ルディヤード・ベイ」は、以後10日間にわたって空中援護任務に就き、第52.1任務群に移ってからは上陸部隊に対する支援を再開した。5月8日に再度第50・8任務群に戻ると、沖縄水域を去る5月20日までの間、任務群の護衛を行った。第96混成航空隊は沖縄戦で1,257回出動し、各種任務を遂行した。5月23日にグアムアプラ港に帰投した「ルディヤード・ベイ」は第96混成航空隊を降ろし、第85混成航空隊 (VC-85) とアメリカ本国に帰国する便乗者を乗せた。

### 戦後
7月、「ルディヤード・ベイ」はオーバーホールを終え、航空機輸送任務に就くこととなった。8月1日、マーシャル諸島方面への輸送任務のためアラメダを出港し、その道中で戦争が終わった。
「ルディヤード・ベイ」はエニウェトク環礁に寄港して貨物と便乗者を降ろし、代わってウルシー、フィリピンおよび沖縄に配属される第33混成航空隊 (VC-33) を乗せて出港した。輸送任務を終えると、カリフォルニアに針路を向けた。
10月8日にサンフランシスコに到着した「ルディヤード・ベイ」は、修理と改修の上、マジック・カーペット作戦に参加して復員兵輸送に従事した。1946年1月23日に最後の輸送任務を終え、2月18日に東海岸に向けて出港。2月28日にパナマ運河を通過し、フロリダ州ジャクソンビルで航空機を降ろした後、3月上旬にボストンに到着し不活性化工事に入った。
「ルディヤード・ベイ」は6月11日に退役して大西洋予備役艦隊に編入。1955年6月12日にCVU-81（雑役空母）に艦種変更され、1959年5月7日にAKV-29（貨物航空機運搬艦）に再び艦種変更された。その後、1959年8月1日に除籍され、翌1960年1月にイタリア・ジェノヴァのカンティエーリ・ナヴァーリ・サンタ・マリア社にスクラップとして売却された。
「ルディヤード・ベイ」は第二次世界大戦の戦功で5つの従軍星章を受章した。